# Tolminka
Tolminka je gorski potok koji protječe kroz naselje Tolmin. Izvire blizu planine Pologa u Triglavskom nacionalnom parku i kod Tolmina se ulijeva u Soču. Potok je pod planinom Javorca i selom Čadrg oblikovao duboku sutjesku koja se zove Korita Tolminke, po kojoj vodi zaštićen put za posjetitelje. Nad ponorom je Hudičev most, koji je služio talijanskim vojnicima na frontu duž Soče. Pod mostom se u potok ulijeva termalni izvor s konstantnom temperaturom vode između 18 i 20°C, dok Tolminka kroz cijelu godinu ne dostiže temperaturu preko 8°C. U kortima se nalazi i ušće Tolminke i potoka Zadlaščica koji je zaštićeni rezervat soške pastrve. Ušće je na nadmorskoj visini od 180 m i najniža je točka Triglavskog nacionalnog parka. Sa strane nad njim je ulaz u Danteovu jamu. 

## Galerija
- Hudičev most
- Medvedova glava

## Vanjske poveznice
- Satelitska slika (Google maps)
- Korita Tolminke - Burger.si